# イノセントマン/仕組まれた罠
『イノセントマン/仕組まれた罠』（しくまれたわな、An Innocent Man）は、1989年のアメリカ合衆国の犯罪スリラー映画。ピーター・イェーツ監督、トム・セレック、F・マーリー・エイブラハム、ライラ・ロビンズ、デヴィッド・ラッシュ出演。悪徳警官によって刑務所に送られた航空機整備士、ジェームズ・レインウッドの復讐を描く。

## ストーリー
勤務歴12年のベテラン航空機整備士のジェームズ・レインウッドは、機体の修理箇所をすぐに発見するため他の整備士から尊敬されていた。翌朝、家では出勤前のジェームズがテストを控える妻のケイトを励まし、2人は職場へと向かう。その夜ある港では、タレコミ情報を得たマイク・パーネルとダニー・スカリースの2人の警官が麻薬の取引現場に突入しようとしていた。突入したパーネルらは手早く容疑者たちを拘束した後で応援を呼ぶ。今まで数多くの取引現場を押さえてきた2人は一見すると優秀だが、彼らは密かに現場から麻薬の一部を持ち去り自分たちのものにするなどの行為をしている悪徳刑事だった。帰宅したジェームズは、テストが上手くいったケイトの用意した豪華な夕食を楽しみ彼女を旅行に誘う。翌日パーネルらはタレコミ屋から取引現場の住所を聞き、夜その取引現場に行く。しかし彼らが乗り込んだのはジェームズの家で、シャワーの後髪を乾かしていた彼が物音を聞いて様子を見に行ったとき、持っていたドライヤーを銃と勘違いしたパーネルに撃たれ気を失う。そしてパーネルらは家中を調べるが麻薬は見つからず、確認するとパーネルがダニーに伝えた住所がタレコミ屋の情報とは違っていたことが判明する。一般市民の家に誤って突入した上に住人を撃ったことがばれて経歴に傷がつくことを恐れた2人は、港の取引現場から盗んだ麻薬を使い証拠を偽ってジェームズが先に発砲したように工作する。
意識を取り戻し自分が逮捕されたことを知ったジェームズは、パーネルらの陰謀で職を失うのはおかしいと検察から提示された取引を拒否し裁判での徹底抗戦を決意する。だが2人は周りから優秀な警官と見なされているため、ジェームズが無実を主張するが陪審員には届かず懲役6年の有罪判決が下される。ケイトと引き離されることになった彼は、彼女に愛していると伝え連行されて行く。収監されることになったジェームズは、刑務所に向かうバスの中で自分と同室のロビーに話しかけられる。しかし後日ロビーは、他の囚人からタバコを盗んだためその囚人に殺される。ジェームズは囚人のジングルズに喧嘩を売られるが無視し、その後ジェームズと同じくパーネルらに逮捕されたというヴァージル・ケインと知り合う。一方ケイトはジェームズの無実を証明するため奔走していた。

## キャスト
※括弧内は日本語吹替
- ジェームズ・レインウッド - トム・セレック（羽佐間道夫）
- ヴァージル・ケイン - F・マーリー・エイブラハム（加藤精三）
- ケイト・レインウッド - ライラ・ロビンズ（英語版）（高島雅羅）
- マイク・パーネル - デヴィッド・ラッシュ（納谷六朗）
- ダニー・スカリース - リチャード・ヤング（秋元羊介）
- ジョン・フィッツジェラルド - バジャ・ジョラー（英語版）（麦人）
- ロビー - トッド・グラフ（英語版）
- マルコム - M・C・ゲイニー（小関一）
- ジングルズ - ブルース・A・ヤング（英語版）（玄田哲章）
- ブッチャー - デニス・バークレー（亀井三郎）
- スティーヴィ - チャールズ・ランドリー（江原正士）
- ジーク - トビン・ベル
- ケネス・ラヴェット判事 - フィリップ・ベイカー・ホール

## スタッフ
- 監督：ピーター・イェーツ
- 脚本：ラリー・ブラザーズ
- 製作：ロバート・W・コート、テッド・フィールド
- 製作総指揮：スコット・クルーフ
- 撮影監督：ウィリアム・A・フレイカー,A.S.C.
- プロダクションデザイナー：スチュアート・ワーツェル
- 編集：スティーヴン・A・ロッター（英語版）、ウィリアム・S・スカーフ
- 衣裳デザイン：リタ・ライアック
- 音楽：ハワード・ショア
- 日本語字幕：飯嶋永昭
- 吹替翻訳：林完治
- 吹替演出：伊達康将
- 吹替効果：リレーション
- 吹替録音：東京テレビセンター
- 吹替調整：オムニバスジャパン
- 吹替製作：東北新社